# BorWin Alpha

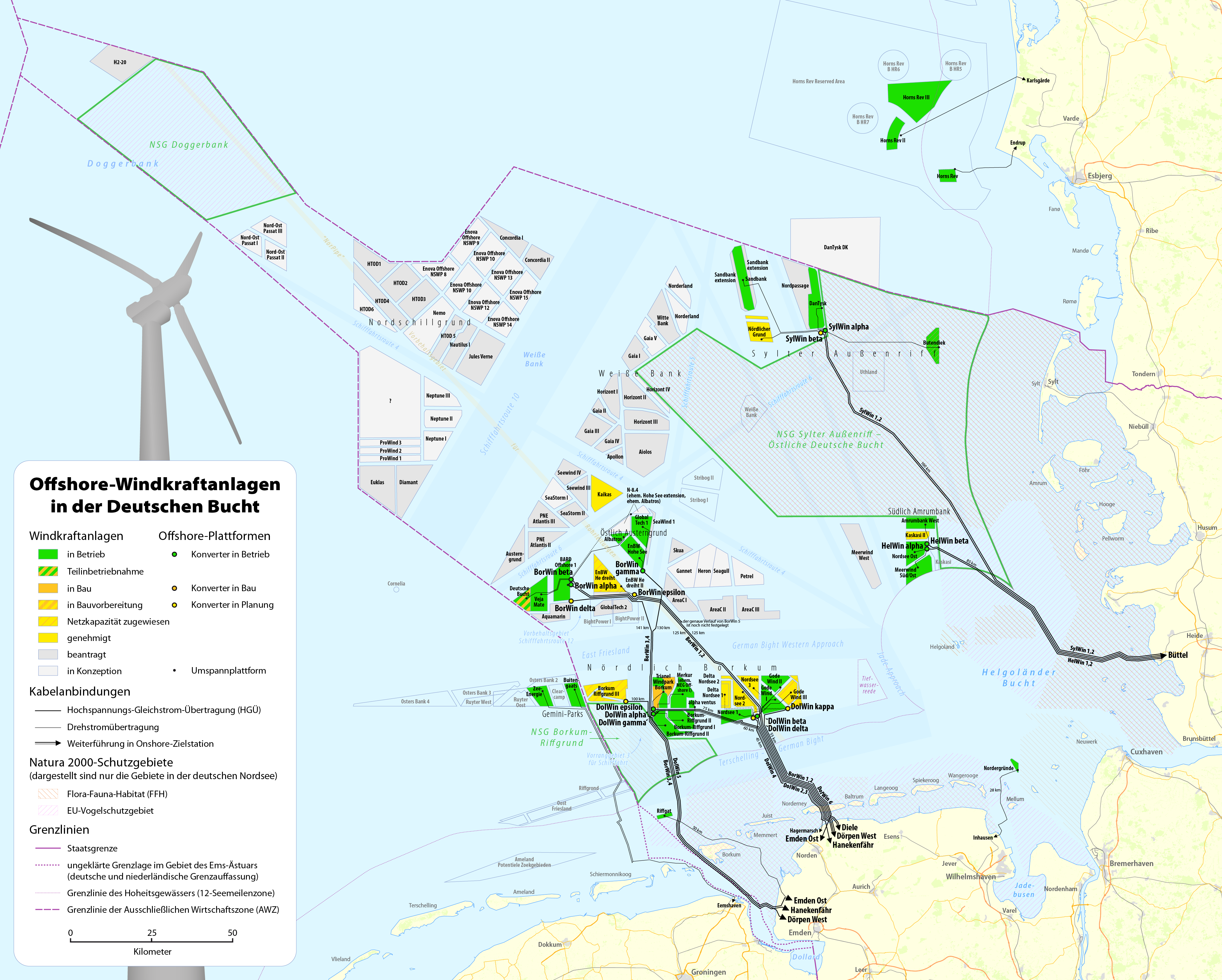
BorWin Alpha dans les parcs éolien de la baie allemande

BorWin Alpha est la première station de transmission de courant continu à haute puissance (HVDC) au monde. Installée sur une plate-forme, elle est utilisée pour la conversion de la puissance développée dans le parc éolien BARD 1, en mer du Nord au large des côtes allemandes. 
BorWin Alpha a été construite dans les chantiers navals de Flessingue, aux Pays-Bas et installée sur son lieu de fonctionnement en mai-juin 2009. La hauteur totale de BorWin est de 82 mètres, dont 61 mètres pour le seul support. Le poids total de la plate-forme est d'environ 5 000 tonnes. 

## Liens
- Ressource relative à l'architecture :   - Structurae